# Хотел Маринковић
Хотел Маринковић се налазио у Београду у некадашњој Босанкој улици, садашњи назив улице Гаврила Принципа. Хотел је подигнут око 1925. године, а власник је био Стојан Маринковић.

## Историјат
Хотел је обухватао два одвојена објекта. У једноспратној згради која је гледала ка улици налазила се кафана са баштом и столивима. А у дворишту се налазио већи део хотела који је био смештен у троспратној згради која је имала и портирницу у приземљу. Хотел је по рекламама које је власник постављао имао укупно 80 кревета, собе су биле са два и више кревета. Али по статистици из 1940. године, хотел је укупно имао 38 кревета распоређених у 26 соба. Хотел је спадао у категорију нижеразредних хотела и био је у близини Железничке станице. Дворишна зграда са дозиданим спратом постоји и данас, али одавно не као хотел већ као стамбени објекат.